# The New Game (альбом)
The New Game (с англ. — «Новая игра») — четвертый студийный альбом американской ню-метал группы Mudvayne. Альбом вышел 18 ноября 2008 года. Сингл «Do What You Do» был выпущен 23 сентября 2008 года. Альбом дебютировал на 15 строчке Billboard 200, продавшись в количестве 48,000 тысяч копий в первую неделю продаж, и в количестве 215.000 копий в США за август 2009 года.

## Запись и производство
Студийная работа над альбомом была приостановлена в середине 2007 года из-за гастролей вокалиста Чеда Грея и гитариста Грега Триббетта с группой Hellyeah. По завершении тура Hellyeah, Mudvayne воссоединились и начали запись с продюсером Дейвом Фортманом, который также продюсировал их предыдущий релиз Lost and Found. Завершив запись барабанов и гитар, а также запись баса и вокала, группа объявила, что этапы мастеринга должны быть завершены к 1 октября 2008 года. На этапе записи, Фортман раскрыл MTV предварительное название «The New Game», добавив, что группа планирует выпустить вторую полноформатную пластинку через шесть месяцев после ее выхода.

## Продвижение
Видео с предварительным просмотром возможного трека альбома было загружено в профиль Mudvayne на Myspace 16 июля 2008 года. 19 августа в профиле появилось второе видео, на котором Грей записывал вокал. Второе видео позже было опубликовано на официальном сайте группы. 16 сентября 30-секундные записи «Fish Out of Water», «A New Game» и «Do What You Do» были доступны для трансляции в профиле.
Бонусная песня «Fish Out of Water» была доступна для скачивания пользователям, которые предварительно заказали альбом в iTunes Store или через Best Buy, а расширенная цифровая версия альбома также включала цифровую копию компиляции «By the People, for the People». 28 октября 2008 года «Have it Your Way» был выпущен эксклюзивно журналом Revolver через веб-сайт.
В данный момент на стриминговом сервисе Spotify недоступно большинство песен с альбома, причина этого неизвестна. Доступен лишь сингл "Do What You Do" и песня "Dull Boy" вошедшая в сборник "By The People for The People".

## Музыкальные и лирические темы
Фортман сказал, что альбом должен радовать слушателей, но также включать в себя отчетливое рок-н-ролльное звучание, неслыханное на предыдущих пластинках Mudvayne. Чед Грей заявил, что альбом "не находится на расстоянии световых лет от того, что мы делали в прошлом, но это не то же самое". Звучание альбома сравнивали с Alice in Chains и Motörhead.

## Трек-лист
Слова и музыка всех песен — Чед Грей, Грег Триббетт, Райан Мартини и Мэтью Макдоноу.
| №                   | Название             | Длительность |
| ------------------- | -------------------- | ------------ |
| 1.                  | «Fish Out of Water»  | 3:30         |
| 2.                  | «Do What You Do»     | 3:36         |
| 3.                  | «A New Game»         | 5:03         |
| 4.                  | «Have It Your Way»   | 3:45         |
| 5.                  | «A Cinderella Story» | 4:40         |
| 6.                  | «The Hate in Me»     | 3:22         |
| 7.                  | «Scarlet Letters»    | 3:56         |
| 8.                  | «Dull Boy»           | 4:14         |
| 9.                  | «Same Ol'»           | 4:49         |
| 10.                 | «Never Enough»       | 3:39         |
| 11.                 | «We the People»      | 3:07         |
| Общая длительность: | Общая длительность:  | 43:41        |

| №   | Название                          | Автор(ы)      | Длительность |
| --- | --------------------------------- | ------------- | ------------ |
| 1.  | «King of Pain» (The Police cover) | Gordon Sumner | 4:36         |
| 2.  | «Happy?» (Demo)                   |               | 3:43         |
| 3.  | «Forget to Remember» (Acoustic)   |               | 3:38         |
| 4.  | «Dig» (Live)                      |               | 4:27         |
| 5.  | «Not Falling» (Demo)              |               | 4:02         |
| 6.  | «Fall Into Sleep» (Demo)          |               | 3:40         |
| 7.  | «On the Move» (Demo)              |               | 3:55         |
| 8.  | «World So Cold» (Live)            |               | 6:20         |
| 9.  | «Goodbye» (Demo)                  |               | 6:41         |
| 10. | «Death Blooms» (Demo)             |               | 4:24         |